# Lourtella resinosa
Lourtella es un género monotípico de plantas con flores perteneciente a la familia Lythraceae. Su única especie: Lourtella resinosa S.A.Graham, Baas &  Tobe, es originaria de Perú. Fue descrita por Shirley Ann Tousch Graham, Pieter Baas &  Hiroshi Tobe y publicado en  Systematic Botany 12(4): 519-522, f. 1-25 en el año 1987.

## Descripción
Es un arbusto nativo de la Cordillera de los Andes donde se encuentra en alturas de 1500-2000 metros en Bolivia y Perú.